# هری و والتر به نیویورک می‌روند
هری و والتر به نیویورک می‌روند (انگلیسی: Harry and Walter Go to New York) فیلمی آمریکایی در سبک زوج هنری، سرقت، و کمدی به کارگردانی مارک رایدل است که در سال ۱۹۷۶ منتشر شد.

## بازیگران
- جیمز کان
- الیوت گولد
- مایکل کین
- دایان کیتن
- چارلز دارنینگ
- لزلی ان وارن
- برت یانگ
- تد کسیدی
- برت رمسن
- کارول کین
- دیوید پرووال
- دنیس داگن
- جک گیلفورد
- مایکل کنراد
- وال آوری